# Dedel

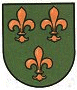
Wappen der Familie Dedel (16./17. Jahrhundert)

Dedel ist der Name eines alten niederländischen Patriziergeschlechts, das den Adelstitel eines Barons führte.

## Geschichte
Die Ursprünge liegen im 14. Jahrhundert, als die Familie in der Regierung der Stadt Utrecht saß. Von dort aus verbreiteten sich die Dedels nach Leiden, Delft, Den Haag und zum Ende des 17. Jahrhunderts nach Amsterdam aus. Auch dort waren sie dem mächtigen Regentenpatriziat zugehörig. Im Jahre 1815 wurden sie mit dem Prädikat Jonkheer in den neuen niederländischen Adel eingeführt, Erhebungen zum Baron fanden in den Jahren 1844 und 1849 statt. Dieser Zweig ist aber erloschen.

## Personen
- Hadrian VI., bürgerlich Adriaan Florisz Boeyens Dedel oder Adrian von Utrecht (1459–1523), war von 1522 bis 1523 Papst
- Willem Joosten Dedel (1552–1632), Mitaufrichter und Bewindhebber der Delfter Kammer der Niederländischen Ostindien-Kompanie
- Nicolaas Dedel (1597–1646), niederländischer Rechtswissenschaftler.
- Willem Gerrit Salomonsz Dedel (1734–1801), Bürgermeister von Amsterdam (1793). Dedel war der Sohn von Salomon Dedel, einem Amsterdamer Kaufmann, der mit Frankreich und Niederländisch-Westindien handelte, und Agneta Maria Boreel. Zusammen mit seinem Vater gründete er 1758 die Firma Salomon & Willem Gerrit Dedel & Co., die offenbar 1776 aufgelöst wurde. Er heiratete am 3. Juni 1764 in Haarlem Jacoba Elisabeth Crommelin (die Tochter eines Haarlemer Bürgers). Sie hatten zwei Söhne und zwei Töchter.
- Salomon Baron van Dedel (1775–1846), einer der sechs Männer an Bord des niederländischen Schiffes, welches in der Schlacht auf der Doggerbank den Sieg über die Engländer erzielte. Im April 1839 unterzeichnete er im Auftrag und Namen des Niederländischen Königs die Protokolle der Londoner Konferenz. Dort wurde er als Kommandeur des Niederländischen Löwen-Ordens sowie Kommandeur des Schwedischen Nordstern-Ordens genannt. Im Jahre 1843 wurde er als noch lebende Person von Ansehen in den Militär-Wilhelms-Orden aufgenommen.
- Margaretha Cornelia Dedel (1799–1852), Wohltäterin

## Weblink
- Opmerkingen over de geslachten behandeld in Nederland’s Adelsboek (1949), S. 48 (PDF; 8,8 MB)